# Вја Кашинино (Павија)
Вја Кашинино је насеље у Италији у округу Павија, региону Ломбардија.
Према процени из 2011. у насељу је живело 24 становника. Насеље се налази на надморској висини од 93 м.